# Christine Aufderhaar
Christine Aufderhaar (* 18. Februar 1972 in Basel) ist eine deutsche und schweizerische Pianistin und Komponistin, vorwiegend von Filmmusik.

## Werdegang
Aufderhaar besitzt auch die Schweizer Staatsbürgerschaft und wuchs in Kaiseraugst auf. Nach der schulischen Ausbildung und einem Jahr an der Jazzschule in Basel (1992) schloss Aufderhaar 1999 an der Hochschule Lugano ein klassisches Klavier-Studium ab, bevor sie am Berklee College of Music in Boston ein Doppelstudium in klassischer Komposition und Filmmusik-Komposition absolvierte. Während ihrer Studienzeit in Boston wurde sie mit dem Richard Levy Award für ihre Kompositionen ausgezeichnet und erhielt mehrere Stipendien in den USA und der Schweiz. In der Folge arbeitete sie in Hollywood in verschiedenen Studios mit  Filmkomponisten wie Alf Clausen (The Simpsons) und Jay Chattaway (Star Trek) zusammen.
Von 2004 bis 2007 war sie Dozentin für Filmmusik an der Hochschule für Film und Fernsehen Potsdam bei Babelsberg. Seit 2007 arbeitet sie ausschließlich als Filmkomponistin. Aufderhaar lebt in Berlin.

## Filmografie (Auswahl)
- 2004: Jargo (Regie Maria Solrun)
- 2004: Familienanwältin Judith Kemp (Regie Helmut Metzger)
- 2006: Willkommen in Lüsgraf (Regie Lars Montag)
- 2008: Die Entdeckung der Currywurst (Regie Ulla Wagner)
- 2008: Freiwild. Ein Würzburg-Krimi (Regie Manuel Siebenmann)
- 2009: Marie Brand und die Nacht der Vergeltung (Regie Manuel Siebenmann)
- 2009: Bella Block: Vorsehung (Regie Max Färberböck)
- 2009: Frühling im Herbst (Regie Petra Volpe)
- 2010: Wandlungen – Richard Wilhelm und das I Ging (Regie Bettina Wilhelm)
- 2010: Ein starkes Team – Blutsschwestern (Regie Walter Weber)
- 2011: Hunkeler und die Augen des Ödipus (Regie Christian von Castelberg)
- 2011: Der Eisenhans (Regie Manuel Siebenmann)
- 2012: Ein starkes Team – Prager Frühling (Regie Walter Weber)
- 2013: Bella Block: Angeklagt (Regie Julian Pölsler)
- 2013: Tatort – Machtlos (Regie Klaus Krämer)
- 2014: Tatort – Vielleicht (Regie Klaus Krämer)
- 2014: Bella Block: Für immer und immer (Regie Christian von Castelberg)
- 2016: Polizeiruf 110 – Sumpfgebiete (Regie Hermine Huntgeburth)
- 2016: Tatort – Die Geschichte vom bösen Friederich (Regie Hermine Huntgeburth)
- 2018: Ein Sommer in Salamanca (Fernsehfilm, Regie Michael Keusch)
- 2019: Der Weg nach Padulim (Fernsehfilm, Regie Annette Friedmann)
- 2020: Aurora’s Sunrise (Regie Inna Sahakyan)
- 2022: Friesland – Artenvielfalt (Fernsehfilm, Regie Kerstin Ahlrichs)
- 2022: Ein Sommer auf Kreta (Fernsehfilm, Regie Eibe Krebs)
- 2022: Der Taunuskrimi: Muttertag (Filmreihe)
- 2023: Wir haben einen Deal (Fernsehfilm, Regie Felicitas Korn)